# Самойлов, Евгений Вольдемарович
Евгений Вольдемарович Самойлов (род. 2 октября 1973, Ростов-на-Дону) — российский предприниматель, арт-менеджер, коллекционер современного искусства, владелец арт-галереи «16thLINE», основатель арт-пространства MAKARONKA и независимого экспериментального Театра «18+».

## Биография
В 1995 году окончил философский факультет Ростовского государственного университета по специальности «Социология». В 1998 году защитил кандидатскую диссертацию по теме «Предприниматели как социально-структурная общность».
С 1996 года занимается предпринимательской деятельностью. Возглавляет металлургический холдинг, специализирующийся на производстве сплавов цветных металлов.
В 2005 году Евгений Самойлов защитил докторскую диссертацию на тему «Культурные запреты как фактор экономического развития».
В 2009 году в качестве частной инициативы основал в Ростове-на-Дону арт-галерею «16thLINE», для которой построил в историческом центре Ростова-на-Дону великолепное здание. За несколько лет своего существования галерее удалось выйти на международный уровень и представлять Россию в Вене на международной ярмарке «VIENNAFAIR The New Contemporary», в Лондоне на международной арт-ярмарке «ART13», в Париже на международной выставке «Art Paris Art Fair». Планирует открыть филиалы галереи в Берлине и Лондоне.
В январе 2013 года Самойлов открыл в Ростове-на-Дону на территории бывшей макаронной фабрики некоммерческое арт-пространство MAKARONKA и независимый экспериментальный театр «18+».
В октябре 2012 года стал победителем премии «ТОП-35. Успешные люди нашего города — 2012» в номинации «Искусство», проводимой журналом «Собака. Ростов-на-Дону». Спустя год Самойлов повторил свой успех в той же номинации.
В 2014 году Самойлов был включен в ежегодный рейтинг самых влиятельных персон российской художественной сцены по версии The Art Newspaper Russia.
Являлся Председателем Ростовского сигарного клуба.
В 2014 году Евгений Самойлов открыл Фонд развития современного искусства и культуры «Дон». Основная миссия фонда заключается в деятельности направленной на фиксацию в историческом контексте художественной ситуации Ростова-на-Дону и культуры в целом. Целью фонда является поддержка молодых российских художников и кураторов, а также уникальных культурных проектов, отражающих историю развития современного искусства на местном уровне.. Фонд занимается созданием собственной коллекции предметов современной культуры: живопись, фотография, скульптура, видео-арт местных и российских авторов. На основе этого собрания, был создан Аукционный дом «DonFoundation».
В 2018 году Театр 18+ и арт-пространство MAKARONKA посетил президент Швейцарии Ален Берсе.
В 2019 году спектакль-прогулка Театра «18+» «Волшебная страна» стал лауреатом премии Золотая маска в номинации «Эксперимент», также на «Золотую маску» были номинирован и другой спектакль театра — «Ханана».
В 2020 году Самойлов основал проект TrashPanda, нацеленный на защиту окружающей среды и эффективное обращение с отходами. В конце 2020 года был запущен первый локальный пилот в Ростове-на-Дону, а также мобильное приложение Trash Panda, благодаря которому осуществляется сбор восстанавливаемых отходов и их дальнейшая сдача в переработку.